# College Corner
College Corner est un village américain situé dans les comtés de Butler et de Preble en Ohio.

## Géographie
College Corner se trouve à le sud-ouest de l'Ohio, à la frontière avec l'Indiana. De l'autre côté de la frontière se trouve West College Corner. Les deux communautés partagent plusieurs services publics, dont une école située à cheval sur les États de l'Indiana et de l'Ohio,.
La municipalité s'étend sur 0,26 mille carré (0,67 km2), répartie de manière égale entre les comtés de Butler et de Preble.

## Histoire
College Corner est fondé en 1827 par Gideon Howe, à la frontière entre l'Indiana et l'Ohio. La taverne de Gideon Howe, construite en 1832, est inscrite au Registre national des lieux historiques.

## Démographie
Lors du recensement de 2010, sa population est de 407 habitants (206 dans le comté de Preble et 191 dans celui de Butler).
Selon l'American Community Survey de 2018, la population de College Corner est blanche à 99 % ; la même proportion de la population parle l'anglais à la maison.
Le revenu médian par foyer y est de 41 136 dollars, inférieur à celui de l'Ohio (54 533 dollars) et des États-Unis (60 293 dollars). Son taux de pauvreté est parallèlement plus élevé (à 24,2 % contre 13,9 % et 11,8 %),.